# مجموعه هم‌سنج
مجموعه هم‌سنج یا مجموعه متضاد (به انگلیسی: Contrast set) مجموعه‌ای محدود از آیتم‌ها است که هر کدام می‌توانند یک شکاف را در یک طرح‌واره، ساختار نحوی یا محیط زبانی دیگر پر کنند. هفت روز هفته، پنجاه ایالات متحده، هشت جزیره هاوایی، حروف الفبا، دسته‌بندی‌های «مرد» و «مؤنث»، دانش‌آموزان در یک کلاس یا طعم‌های پیشنهادی در یک بستنی‌فروشی همه نمونه‌هایی از مجموعه هم‌سنج هستند.
روابط معنایی که مجموعه‌های هم‌سنج را تشکیل می‌دهند یا نشان می‌دهند، شامل هم‌نامی (به عنوان مثال، دسته‌های اصلی درختان شامل کاج، نارون، بید، افرا و غیره) و بخشی‌نامی (به عنوان مثال، اجزای اصلی یک وسیله نقلیه موتوری شامل موتو، گیربکس، یک یا چند باتری، مجموعه‌ای از چرخ‌ها و لاستیک‌ها و غیره).
هدف بازنمایی و استدلال دانش این است که به فناوری اطلاعات اجازه می‌دهد تا معنا و روابط متقابل مجموعه‌های هم‌سنج را تشخیص دهد و از آنها استفاده کند. به عنوان مثال، اجزای هستی‌شناسی برای هستی‌شناسی‌ها، و همچنین پایگاه‌های داده گرافی، ابزارهایی برای کمک به آن هدف هستند.